# Meriosfera gertschi
Meriosfera gertschi is een hooiwagen uit de familie Agoristenidae.